# Petropavlovsk (schip)

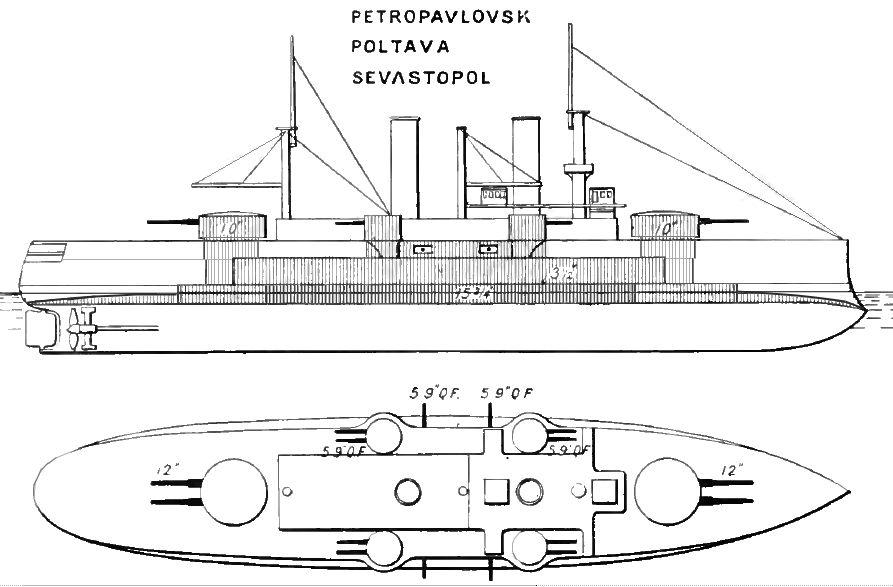
Tekening van de schepen van de Petropavlovsk-klasse.

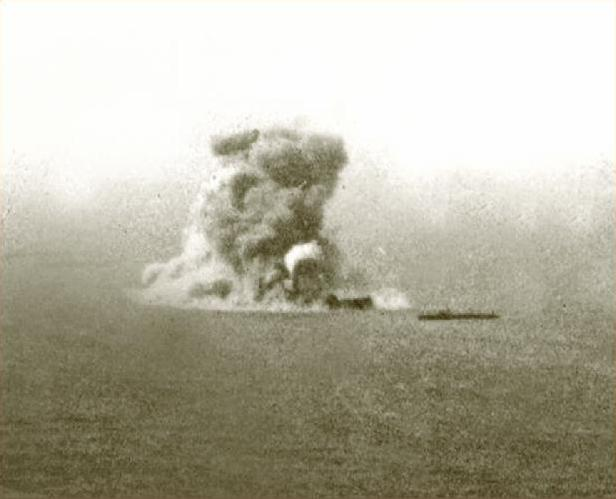
De Petropavlovsk vergaat.

De Petropavlovsk (Russisch: Петропавловск) was een slagschip van de keizerlijke Russische Marine dat verging in de Russisch-Japanse Oorlog.
Het schip verplaatste 11.854 ton, was 369 voet lang en bevatte twee geschuttorens met elk twee 305 mm kanonnen.
De Petropavlovsk kwam als vlaggenschip van het Eerste Pacifisch Eskader in actie tijdens de bokseropstand en in de Russisch-Japanse Oorlog.
Op 13 april 1904 om 9u42 liep de Petropavlovsk bij Port Arthur op twee zeemijnen die de Japanse Koru-Maru gelegd had. 27 officieren en 652 matrozen verdronken, waaronder admiraal Stepan Makarov en schilder Vasili Veresjtsjagin.

## Zusterschepen
De Petropavlovsk had twee zusterschepen, op dezelfde dag werd de kiel gelegd van alle drie schepen van deze klasse.
- Poltava (Полтава). Dit schip werd gebouwd op de Admiraliteitsscheepswerf te Sint-Petersburg. De kiel werd ook gelegd op 19 mei 1892, maar het schip werd drie dagen eerder dan de Petropavlovsk te water gelaten. Dit schip kwam ook in 1899 in dienst. Het werd gesloopt in 1924.
- De Sevastopol (Севастополь) werd op 1 juni 1895 te water gelaten en kwam in 1900 in dienst. Het werd gebouwd op dezelfde werf als de Petropavlovsk. De Sevastopol werd ook toegevoegd aan de Russische vloot in het Verre-Oosten waar het in 1901 aankwam. In de oorlog werd het in de haven beschadigd, maar kon blijven vuren. Bij de overgave in 1905 werd het schip door de bemanning tot zinken gebracht.